# Howard Hodgkin
Gordon Howard Eliot Hodgkin (Londen, 6 augustus 1932 – Londen, 9 maart 2017) was een Britse kunstschilder en graficus. Zijn werk wordt vaak geassocieerd met de abstracte kunst.
Howard Hodgkin, een neef van de Engels schilder van stillevens Eliot Hodgkin (1905-1987), werd opgeleid aan Bryanston School in Dorset. Hij studeerde aan de Camberwell Art School en later aan de kunstacademie in Bath in Corsham, waar Edward Piper tekenen studeerde onder hem.
In 1984 vertegenwoordigde Hodgkin Groot-Brittannië op de Biënnale van Venetië en in 1985 won hij de Turner Prize. In 1992 werd hij geridderd en in 2003 werd hij benoemd door koningin Elizabeth II als een Companion of Honour.

## Vroeg werk
De eerste solo-Hodgkin tentoonstelling was in Londen in 1962. Zijn vroege schilderijen zijn meestal opgebouwd uit harde randen gebogen vormen in een beperkt aantal kleuren.

## Ouder werk
Rond het begin van de jaren 1970 werd zijn stijl meer spontaner, met vaag herkenbare vormen gepresenteerd in heldere kleuren en gedurfde vormen. Zijn werk kan dan semi-abstract worden genoemd en wordt vaak vergeleken met de schilderijen van Henri Matisse. In 1995 maakte hij de "Venetian view" serie, die, vanuit hetzelfde standpunt Venetië op vier verschillende momenten van de dag verbeeld. "Venetië middag" een van de vier prenten - maakt gebruik van zestien vellen, of fragmenten, in een enorm complex drukproces waarbij kleurrijk, schilderachtig effect verkregen wordt. Dit stuk werd aan het Yale Centre van de Britse kunst gegeven in juni 2006 door de Israëlische familie Hodgkin als aanvulling op hun reeds indrukwekkende collectie.
Een grote tentoonstelling van zijn werk was in de Tate Gallery in Londen, in 2006. The Independent verklaarde hem eveneens in 2006 een van de 100 meest invloedrijke homo's in Groot-Brittannië, omdat zijn werk veel mensen helpt hun emoties te uiten aan anderen.
In september 2010 werden Hodgkin en vijf andere Britse kunstenaars waaronder John Hoyland, John Walker, Ian Stephenson, Patrick Caulfield en RB Kitaj opgenomen in een tentoonstelling met de titel "The Independent Eye" : hedendaagse Britse kunst uit de collectie van Samuel en Gabrielle Lurie, aan het Yale Center voor Britse kunst.

## Werk in openbare collecties (selectie)
- Museum De Pont, Tilburg[1]

## Werken[2]
- Black Monsoon, 1987–1988, 107.3 x 134.9 cm[3]
- Street Palm, 1990–91, 148.6 x 121 cm[4]
- Night Palm, 1990–91, 149.2 x 121 cm[5]
- Venice, Night, 1995, 159.4 x 195.6 cm[6]
- Venice, Morning, 1995, 158.8 x 195.6 cm[7]
- Venice, Evening, 1995, 160 x 196.9 cm[8]
- Venice, Afternoon, 1995, 158.8 x 195.6 cm[9]
- Into the Woods, Winter, from "Into the Woods”, 2001–2002, 202.2 x 267.3 cm[10]
- Into the Woods, Spring, from "Into the Woods", 2001–2002, 202.2 x 267.3 cm[11]
- Into the Woods, Autumn, from "Into the Woods", 2001–2002, 202.2 x 267.3 cm[12]
- Home, home on the range, 2001-2007, 203,8 x 267 cm, schilderij olieverf op hout[13]
- Damp Autumn, 2001-2008, 97,8 x 113,7 cm, schilderij olieverf op hout[14]
- Snake, 2006-2008, 108,6 x 146 cm, schilderij olieverf op hout[15]
- Leaf, 2007-2009, 25,1 x 28,9 cm, schilderij olieverf op hout[16]
- Saturday, Olieverf op hout[17]
- In Egypt, Olieverf op hout[18]
- Sky, Olieverf op hout[19]
- Privacy and Self-Expression in The Bedroom, Olieverf op hout[20]
- Red, Red, Red, Olieverf op hout[21]
- Snow Cloud, Olieverf op hout[22]
- Big Lawn, Olieverf op hout[23]
- Lawn, Olieverf op hout (details)[24]
- And The Skies Are Not Cloudy All Day, Olieverf op hout[25]
- Blood, Olieverf op twee houten panelen[26]
- Where Seldom Is Heard A Discouriging Word, Olieverf op hout[27]
- Where The Deer And The Antilope Play, Olieverf op hout[28]
- Where The Deer And The Antilope Play, Olieverf op hout (detail)[29]

## Stijl
Hodgkins schilderijen gaan vaak over vrienden en herinneringen aan ontmoetingen en dragen vaak titels zinspelend op specifieke plaatsen en gebeurtenissen, zoals een diner in het West Hill (1966) en afscheid van de Baai van Napels (1980-82). Hodgkin heeft zelf gezegd dat hij representatieve foto's van emotionele situaties schildert
Ondanks hun ogenschijnlijke spontaniteit en de gebruikte kleine schaal, duurt het bij veel van Hodgkin schilderijen jaren om ze te voltooien, waarbij de kunstenaar na enige tijd terugkomt bij zijn schilderij en dit opnieuw bewerkt of verandert.
Hij schildert vaak over de frames van zijn foto's, met nadruk op het idee van het schilderij als een object. Verschillende van zijn werken zijn op houten onderdelen, zoals brood-boards of oude tafels, in plaats van canvas. Een aantal van zijn werken die niet in frames worden getoond, worden omringd door rechthoeken van eenvoudige kleur.
Zijn prenten zijn met de hand beschilderde etsen en hij heeft gewerkt met dezelfde meester-drukker (Jack Shirreff) en prentuitgever (Alan Cristea Gallery) in de laatste 25 jaar.

## Tentoonstellingen (selectie)[30]
- Howard Hodgkin van 14 juni 2006 t/m 10 september 2006 in de Tate Gallery in Londen[31]
- Howard Hodgkin: Paintings 1992-2007 van 24 mei 2007 t/m 23 september 2007 in het Fitzwilliam Museum in Cambridge[32]
- Howard Hodgkin van 3 april 2008 t/m 17 mei 2008 in de Gagosian Gallery in Londen[33]
- Howard Hodgkin van 5 december 2009 t/m 23 januari 2010 in de Gagosian Gallery in Londen[34]
- Howard Hodgkin: Prints from the Collection, 1987-2002, van 13 juli 2010 t/m 13 februari 2011 in het Metropolitan Museum in New York[35][36]
- Time and Place van 23 juni 2010 t/m 12 september 2010 Modern Art of Oxford in Oxford[37]
- Time and Place - schilderijen 2000-2010 van 2 oktober 2010 tm 16 januari 2011 in Museum De Pont in Tilburg[38][39]
- Time and Place - van 29 januari 2011 t/m 1 mei 2011 in het San Diego Museum of Art in San Diego[40]